# Aura (Symptom)
In der Neurologie bezeichnet Aura Wahrnehmungsstörungen und Affekte, denen in der Regel ein Anfall von Migräne oder Epilepsie folgt.
Die Aura gehört zu den zahlreichen Symptomen, die bei beiden Erkrankungen gleichartig oder zumindest sehr ähnlich sind, und im Einzelfall nicht leicht der einen oder der anderen Krankheit zuzuordnen sind. Der Begriff Aura stammt aus dem Altgriechischen und bedeutet die „Wahrnehmung eines Lufthauches“. Man könnte sie auch mit einem „unbestimmten Vorgefühl“ umschreiben.
Einige Studien deuten darauf hin, dass Migräne und Epilepsie zerebrale Anfallsleiden mit möglicherweise ähnlichen Ursachen sind, es bestehen vergleichbare und verwechselbare klinische Phänomene. Sie weisen gemäß epidemiologischen Studien eine überzufällige Komorbidität auf.
„Epilepsie und Migräne können – besonders im Kindesalter – ähnliche Symptome verursachen. In erster Linie können zum Beispiel die sich ausbreitenden sensiblen Sensationen bei einer Migräne accompagnée («sans migraine») oft schwer von einem sensiblen Jackson-Anfall bei Epilepsie («march») unterschieden werden.“
Dennoch lassen sich bei beiden Krankheiten Unterschiede bei den Eigenschaften der Aura feststellen. Bei der Migräne können zwischen der Aura und dem Auftreten des Anfalls wenige Sekunden oder auch eine ganze Stunde verstreichen. Dagegen wird die Aura der Epilepsie erst kurz vor einem Anfall verspürt. Da die Betroffenen meist die entsprechenden Empfindungen kennen, können sie sich mitunter noch rechtzeitig auf den Boden legen oder Anwesenden ein Zeichen geben.
Eine Aura kann mit Panik, Panikattacken, akuten Angststörungen oder Schlaganfall verwechselt werden; das erschwert die Diagnose.